# ایانا بندر
ایانا بندر (انگلیسی: Iana Bondar؛ زادهٔ ۱۹ فوریهٔ ۱۹۹۱) ورزشکار دوگانه، و اسکی‌باز صحرانوردی اهل اوکراین است.